# Spinnaker

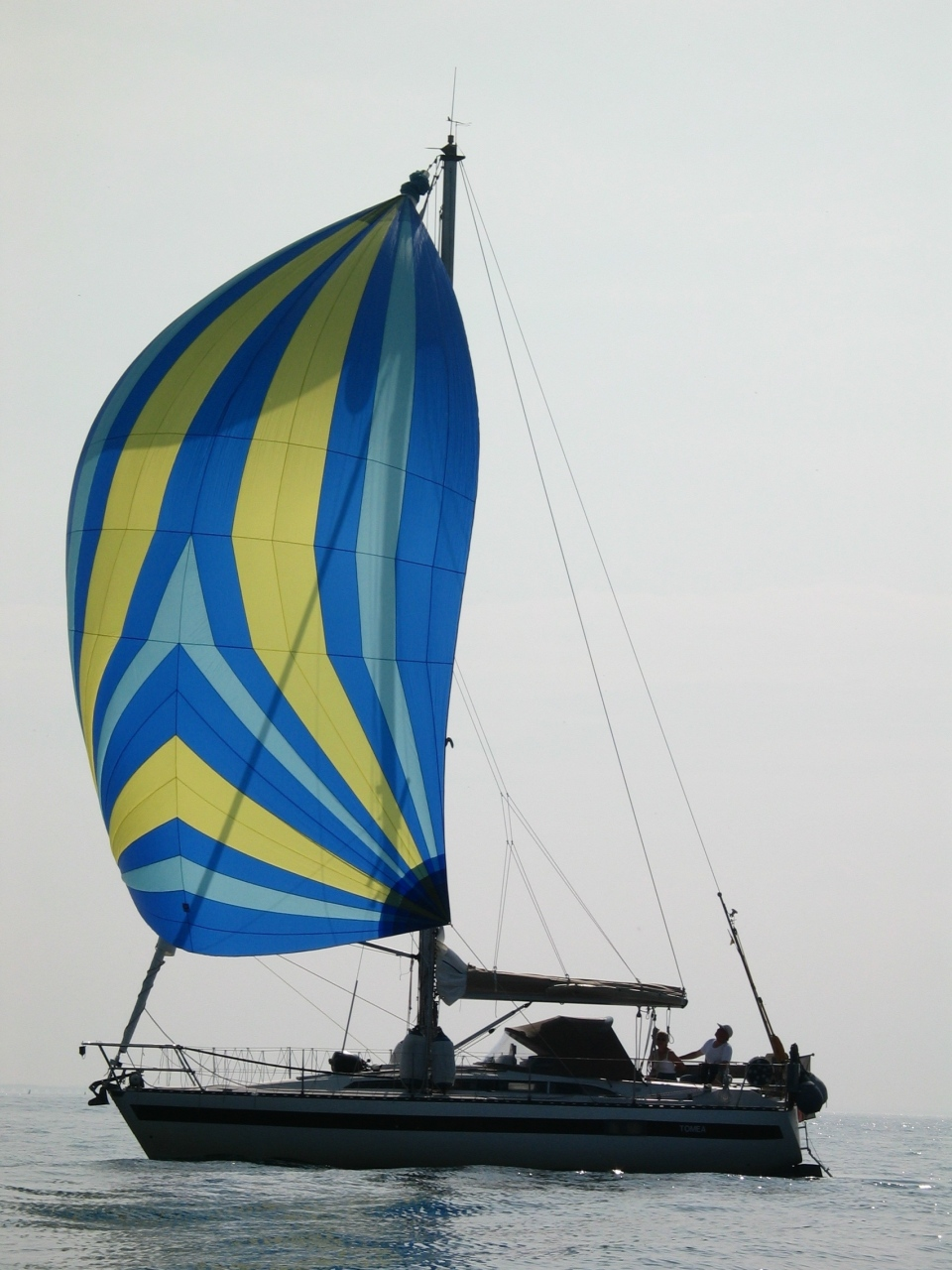
Una barca a vela e lo spinnaker issato

Lo spinnaker (termine inglese, pron. /ˈspɪnəkə/, pron. italianizzata /spinˈnaker/), in italiano chiamato vela a pallone, fiocco a pallone o anche solo pallone, è una vela triangolare ausiliaria che viene issata quando l'andatura della barca è "portante", quando cioè il vento colpisce la barca al giardinetto o di poppa e quindi nelle andature di lasco e poppa. Sulle barche che non possono montare il gennaker viene utilizzato anche al traverso e al lasco.

## Caratteristiche

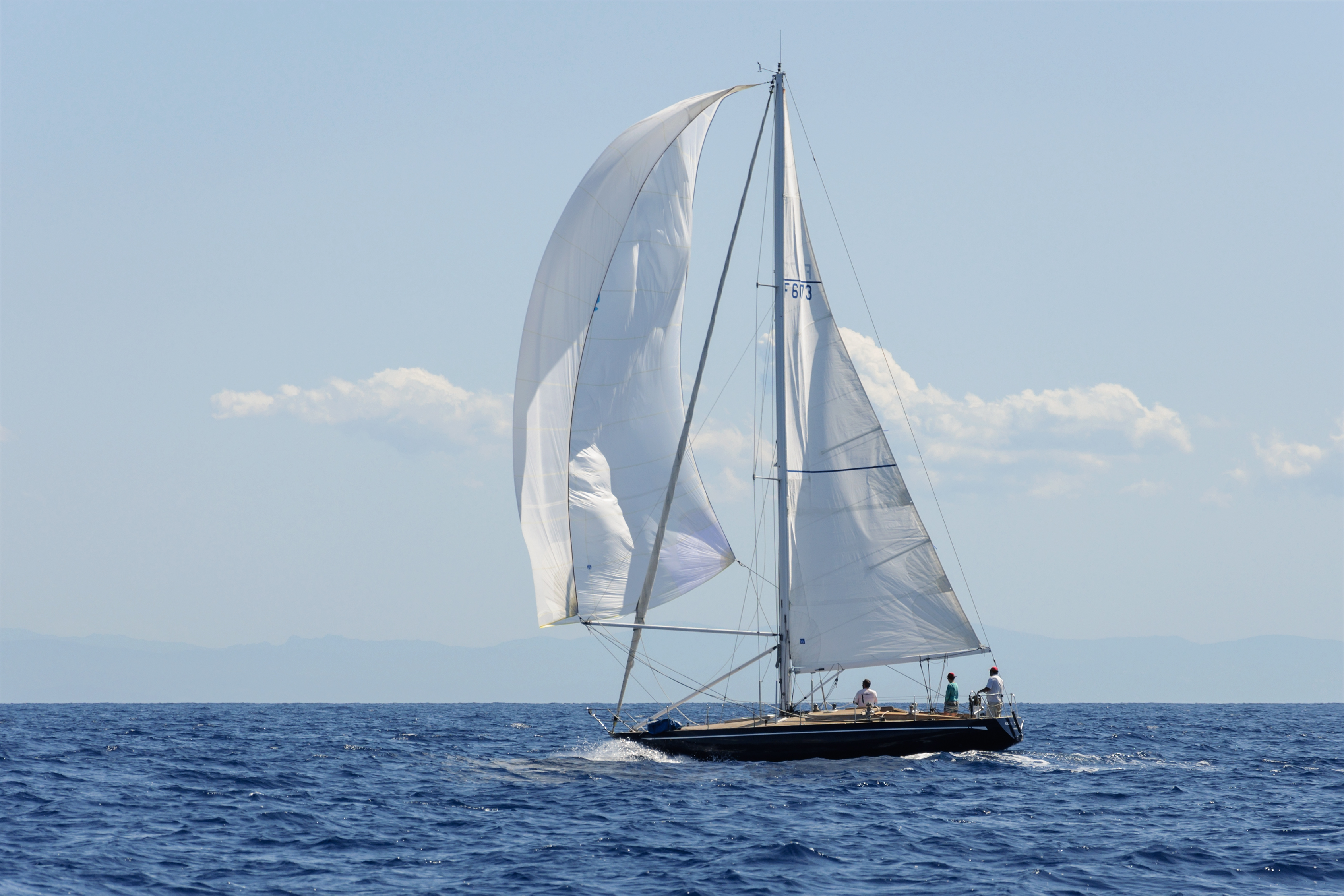
Issaggio dello spinnaker

La particolarità di questa vela è di essere "simmetrica" caratteristica che le consente di "far scendere" poggiare molto la barca su cui è utilizzata; il gennaker al contrario è una vela asimmetrica che viene murata su un bompresso e risulta di più facile utilizzo in manovra proprio perché è fissata su un punto fisso nella sua estremità prodiera al bompresso.
Nelle andature comprese tra il lasco e il traverso conviene però il MPS.
Lo spinnaker di norma è costruito con materiale molto leggero ed è molto grande rispetto a randa e fiocco. Quando viene issato deve essere mantenuto fuori dalla prua della barca. Affinché questo avvenga bisogna montare un "braccio" supplementare. Il termine tecnico per indicare questo braccio è tangone.
Lo spinnaker ha la forma di un triangolo isoscele con delle spalle alla sommità, con una grande "pancia" al centro, i suoi vertici sono chiamati: penna (quella che va verso la testa dell'albero a mezzo della drizza) e bugne (quelle che vanno attaccate a scotta e braccio). Per issare lo spinnaker si usa la drizza, mentre per regolarlo si usano due cime. La cima che va dalla barca al tangone è chiamata braccio, mentre la cima che va dalla barca all'altro vertice è chiamata scotta; tale tipo di circuito viene utilizzato su barche fino a 30 piedi, oltre tale lunghezza se ne utilizza uno chiamato "a doppia scotta" che prevede un braccio e una scotta attaccati su ciascuna bugna; tale modifica prevede anche una modifica della strambata.
Le manovre che si effettuano in regata per ammainare lo spinnaker sono di vario tipo e hanno spesso nomi curiosi:
se ne citano alcune:
- Normale
- Tedesca
- Africana
- Drop Line
- Cecoslovacca (ironica)

Per issare uno spinnaker basta issare la drizza, la scotta del braccio nel tangone, inserire la campana del tangone nell'albero, mettere a segno le scotte, ammainare fiocco/genoa, mettere a segno caricabasso e caricaalto.
Per ammainare uno spinnaker è consigliabile per prima cosa issare il fiocco/genoa, quindi mollare il braccio, togliere il tangone e lentamente filare scotta e drizza. Bisogna stare molto attenti per non far finire in acqua la vela.
L'ammainata cecoslovacca è immediatamente successiva a una manovra particolare, chiamata appunto "cecoslovacca" che permette una cappa filante sotto spi. 
La prima descrizione pubblica dell'ardito fenomeno è reperibile sul newsgroup it.hobby.nautica da cui è tratta la seguente definizione:
Dicesi cecoslovacca (di seguito "ceka") l'andatura (o meglio lo stazionamento) che uno yacht assume, stando immobile(1), per la naturale azione 
del vento sulle vele e della corrente sull'opera viva; 
condizione necessaria perché si abbia "ceka" è che il vento sia oltre i 2 nodi e siano a riva simultaneamente almeno: randa, una 
vela di prua a mura fissa e una vela di prua a mura variabile (spi, gennaker..) 
Da non confondersi con l'"Africana".
(1) Viene valutata la massima approssimazione alla totale immobilità. Lo IYRU registra una sola "ceka" totale, che 
risulta effettuata nel giugno 1956 durante la regata Cowes-Torquim-Cowes (in presenza di forti correnti contrarie al vento) 
dallo yacht "Stay Locked". Di seguito un link a un disegno esplicativo.